# Museu da Água
Het Museu da Água is een historisch museum over de geschiedenis van de watervoorziening in Lissabon, Portugal. Het museum is gelegen op het terrein waar oorspronkelijk het eerste stoomgemaal van de stad stond. In het museum zijn vier grote stoommachines uit de 19e eeuw te bewonderen, waarvan er een op elektriciteit draait en kan worden aangesloten voor bezoekers. Deze pompen waren tot 1928 in gebruik. Naast de stoommachines zijn in het museum ook delen van het Aqueduto das Águas Livres te bezichtigen. In 1990 ontving het Museu da Água de museumprijs van de Raad van Europa.
1977 Fundació Joan Miró  · 
1978 Bryggens Museum  · 
1979 Stadt- und Industriemuseum Rüsselsheim  · 
1980 Monaghan County Museum  · 
1981 Muziekmuseum  · 
1982 Ålands museum   · 
1983 Universalmuseum Joanneum   · 
1984 National Waterways Museum  / Scheepslift op het centrumkanaal  · 
1987 Neukölln Museum   · 
1988 Beiers Nationaal Museum  / Monasterio de las Descalzas Reales   · 
1989 Joods Historisch Museum  · 
1990 Museu da Água  · 
1991 Deutsche Salzmuseum  · 
1992 Museo della bonifica di Argenta  · 
1993 Archeologisch museum van Istanboel  / Kobarid Museum  · 
1994 Provinciaal museum van Lapland  · 
1995 Haus der Geschichte  · 
1996 MAK – Museum voor Toegepaste Kunst  · 
1997 Tropenmuseum  · 
1998 Museum van het Strelka Instituut  · 
1999 Museum voor Schone Kunsten  · 
2000 In Flanders Fields Museum  · 
2001 Theatermuseum  · 
2002 Buddenbrookhaus  · 
2003 Laténium  · 
2004 Gezondheidsmuseum in het complex van Bayezid II  · 
2005 Museum van Byzantijnse Cultuur  · 
2006 Churchill Museum and Cabinet War Rooms  · 
2007 Musée international de la Réforme  · 
2008 Svalbard Museum  · 
2009 Zeeuws Museum  · 
2010 Museu de Portimão  · 
2012 Rautenstrauch-Joest Museum   · 
2013 Museum of Liverpool  · 
2014 Baksı Müzesi  · 
2015 Musée des Civilisations de l'Europe et de la Méditerranée  · 
2016 European Solidarity Centre  · 
2017 Mémorial ACTe]  · 
2018 War Childhood Museum  · 
2019 Museum für Kommunikation  · 
2020 House of Leaves  · 
2021 Gulag History Museum  · 
2022 Nano Nagle Place  · 
2023 Arbejdermuseet  · 
2024 Muzeum Pamięci Sybiru 